# L'Aigle (1833)
L'Aigle (även kallad Eglée) var en svensk örlogsskonert. Hon byggdes på Nya Varvet i Göteborg och sjösattes den 17 juli 1833 i närvaro av kronprins Oscar.
Fartyget var därefter förlagt till Göteborgs flottstation, där hon fungerade som rekognoscerfartyg. Hon deltog också i uppdrag i Medelhavet för att skydda svenska och norska handelsfartyg från sjörövare. År 1840 tillsammans med skonerten Falk, och 1844 tillsammans med korvetten Karlskrona. Fartyget överfördes 1859 till Stockholms örlogsstation.